# Смищук, Роман Семёнович
Рома́н Семёнович Смищу́к (18 ноября 1900 — 29 октября 1969) — пехотинец Великой Отечественной войны, Герой Советского Союза. На момент получения звания героя — красноармеец, впоследствии старшина.

## Биография

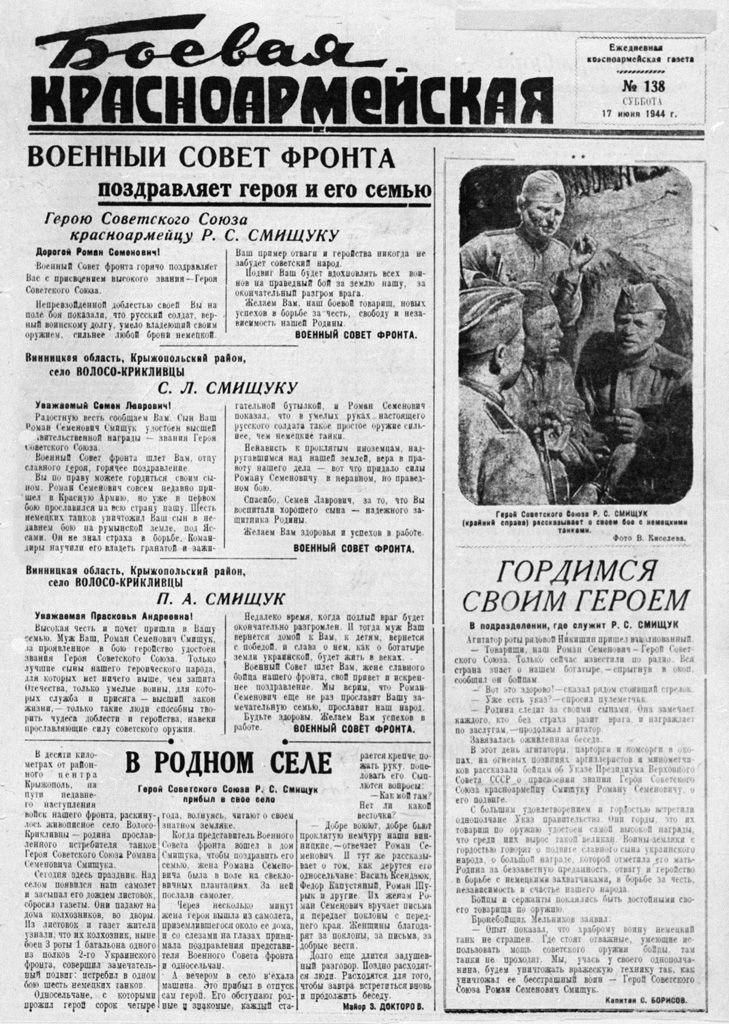
Номер газеты 52-й армии «Боевая Красноармейская» от 17 июня 1944 года с материалом о подвиге Смищука

Роман Семёнович Смищук родился в селе Волосо-Крикливец, ныне Крикливец Крыжопольского района Винницкой области, в семье крестьянина.
Образование начальное. Работал в милиции, на строительстве завода «Азовсталь» в городе Мариуполь Донецкой области, в колхозе.
В годы Великой Отечественной войны оказался в оккупации, после освобождения в апреле 1944 года был призван в Красную Армию. Член ВКП(б)/КПСС с 1944 года.
В действующей армии с мая 1944 года. 13 июня 1944 в сводке Совинформбюро было сказано, что стрелок 2-го стрелкового полка (50-я Запорожско-Кировоградская Краснознамённая орденов Суворова и Кутузова стрелковая дивизия, 52-я армия, 2-й Украинский фронт) красноармеец Смищук в бою 4 июня 1944 года в районе Моймешти (Румыния, 47°18′ с. ш. 27°28′ в. д.), когда рота оказалась в окружении и заняла круговую оборону, уничтожил гранатами и бутылками с горючей смесью КС — 6 вражеских средних танков, вынудив их отступить, что позволило воинам прорвать вражеское кольцо и присоединиться к своей части.
Звезду Героя Советского Союза бойцу вручал маршал Р. Я. Малиновский, командующий Вторым Украинским фронтом, впоследствии министр обороны СССР. На награждении также присутствовал сын Р. С. Смищука, которого специально привезли, чтобы повидаться с отцом-героем. Командование также удовлетворило просьбу Р. С. Смищука, и далее отец с сыном служили и воевали вместе.
Помимо награждения, Смищук был отправлен в родное село на побывку. При этом домой его вёз на «уточке» По-2 будущий Герой Советского Союза Илья Филиппович Андрианов, из воспоминаний которого следует, что в этом полёте ему якобы пришлось ускользнуть от преследовавших самолёт двух «мессершмитов».
После войны демобилизовался в звании старшины. Работал председателем колхоза в родном селе и в Крыжопольском райпищекомбинате.
Умер 29 октября 1969 года, похоронен в посёлке Крыжополь Винницкой области.

## Награды
- Указом Президиума Верховного Совета СССР от 12 июня 1944 года Роман Семёнович Смищук удостоен звания Героя Советского Союза с вручением ордена Ленина и медали «Золотая Звезда» (№ 2604).
- Награждён медалями.

## Память
- В Крыжополе именем Смищука названа улица.
- Также в посёлке установлен бюст Героя.